# Breach (West Sussex)
Breach – wieś w Anglii, w hrabstwie West Sussex. Leży 9 km na zachód od miasta Chichester i 92 km na południowy zachód od Londynu.